# Daulatpur-Saturia-tornadon
Daulatpur-Saturia-tornadon (engelska: Daulatpur–Saturia tornado) var en våldsam tromb som drabbade centrala Bangladesh 26 april 1989. Den anses vara den dödligaste tromben som någonsin registrerats. Det exakta antalet förolyckade är okänt men beräknas ha varit cirka 1300. Cirka 12 000 personer skadades och cirka 80 000 personer blev hemlösa.

## Historik

### Bakgrund
I Gangesdeltat, som omfattar hela Bangladesh, är det ofta hårt väder. Stormar som kan skapa tromber i denna region är vanligast under månaderna före och efter monsunen. I genomsnitt sex tromber inträffar årligen i Bangladesh, med sin högsta aktivitet i april. Månaderna före monsunen (mars till maj) uppvisar de mest gynnsamma förhållandena för hårt väder. Under denna tid bidrar konvektivt tillgänglig potentiell energi – en indikator på atmosfärisk instabilitet där högre värden anger en större sannolikhet för åskväder – och vindskjuvning till utvecklingen av åskväder med roterande vindar.
Näst USA och Kanada är Bangladesh det mest drabbade landet i världen, vad gäller större tromber över land. Även Indien drabbas ofta. När kalluft från Himalaya och den tibetanska högplatån strömmar söderut och möter den mycket varma och fuktiga luften från Bengaliska viken skapas mycket gynnsamma förutsättningar för att tromber ska uppstå.

### Förlopp
Daulatpur-Saturia-tornadon var en intensiv tromb som berörde distriktet Manikganj i Bangladesh den 26 april 1989. Även om den var destruktiv och extremt dödlig, råder stor osäkerhet kring dödssiffran. Officiella uppskattningar från Meteorologiska världsorganisationen visar att den dödade cirka 1 300 människor, vilket skulle göra den till den dödligaste tromben i historien. År 2022 ifrågasattes denna trombs status som den dödligaste i historien, och det hävdades att den inte dödade fler än 256 människor. Tromben drabbade städerna Daulatpur och Saturia mest, rörde sig österut genom Daulatpur och så småningom nordost in i Saturia. Tidigare hade området som tromben drabbade haft torka i sex månader.
Hårdast drabbade var städerna Daulatpur och Salturia, där ovädret orsakade enorm förödelse. Tidningar i Bangladesh beskrev förödelsen som total och att all bebyggelse jämnats med marken där ovädret dragit fram. Det finns inga uppgifter om hur hög vindhastigheten var, och därför har tornadon aldrig rankats på Fujitaskalan; denna skala, numerad benämnd EF-skalan (Enhanced Fujita scale) rankar tromber i sex kategorier från EF0 till EF5. I det fattiga Bangladesh håller också bebyggelsen ofta låg kvalitet, vilket gör att det inte krävs så våldsamma vindar för att rasera bebyggelsen. Diametern på tromben (cirka 2,7 kilometer) och sträckan den färdades på marken (cirka 80 kilometer) indikerar dock att det handlade om en mycket kraftig tromb.